# Bora Brasil
Bora Brasil é um telejornal matutino brasileiro, produzido e exibido pela Rede Bandeirantes, que vai ao ar diariamente. Estreou em 16 de março de 2020 sob o comando de Joel Datena e Laura Ferreira.
Em fevereiro de 2020, a emissora anunciou a estreia prevista para 16 de março, junto do anúncio da reestreia do Primeiro Jornal.
Em 20 de julho, Thaís Dias estreou no comando do jornal, substituindo Laura Ferreira, que deixou a Band para se mudar para Portugal.
No dia 30 de novembro, o jornal ganhou mais 30 minutos de duração e passou a começar às 07h30 da manhã.
Em 04 de julho de 2022, o jornal ganhou uma segunda edição, esta indo ao ar às 10h35 da manhã, fazendo com que o programa culinário The Chef, que já era exibido depois do noticiário, perdesse parte de seu tempo de arte. Porém, no dia 01 de agosto, devido a reestreia do religioso terceirizado Show da Fé na programação da casa, o jornal passou a começar às 8h e deixou de ter a segunda edição, porém, manteve sua duração de 90 minutos.
Em 18 de setembro de 2023, o jornal passou a começar às 07h, devido a saída do Show da Fé da emissora. Porém, no dia 30 de outubro, o jornal volta a ser exibido às 08h, por causa da nova terceirização do horário pra religiosos, agora pra Igreja Unida Deus Proverá.
Em 2024, Joel Datena e Taís Dias deixam o comando da atração e são substituídos por Cynthia Martins e Patrícia Rocha e o programa sofre nova alteração de horário, passando para a faixa das 8h15, além de ocupar quase todo o espaço matinal, indo até 11h, substituindo o The Chef. Em 28 de abril de 2025, Rodrigo Alvarez entra para o time de apresentadores do programa, formando um trio com Cynthia e Patrícia, além de ganhar um novo formato, sendo transformado em revista eletrônica. Alvarez seguiu até o dia 18 de julho no comando no programa, quando pediu para sair após problemas com as apresentadoras titulares, ficando presente apenas em reportagens externas para o Jornal da Band.

## Versões Locais
Além da versão nacional, o telejornal conta com versões locais, várias delas inclusive estrearam antes do Bora Brasil. Começou no dia 05 de agosto de 2019 com o Bora SP, também apresentado por Laura Ferreira e Joel Datena apenas para a Região Metropolitana de São Paulo, o Bora PR para todo o estado do Paraná e o Bora Nordeste exibido para os estados de Alagoas e Rio Grande do Norte.
No dia 07 de outubro de 2019 foi a vez da estreia do Bora Minas, exibido para o Triângulo e Sul mineiro. No dia 21 de outubro de 2019, foi a vez da versão do Bora SP, com exibição para o interior e Vale do Paraíba. Em 17 de agosto de 2020, é lançado o Bora RN, mas diferentemente dos demais, este é exibido no horário do almoço que, assim como o Bora Nordeste, é exibido para os estados do Rio Grande do Norte e Alagoas. No dia 31 de agosto, estreia a primeira versão na região norte através da RBA TV Castanhal com o Bora Castanhal. Em 12 de abril de 2021, estreou o Bora MA transmitido pela Band Maranhão. Em 10 de maio, a RBA TV estreou o Bora Cidade. Em 11 de outubro foi a vez da Band Piauí renovar a sua programação e estrear o 1ª Notícia, equivalente ao telejornal matinal, e o Bora que passa a ser exibido no horário do almoço.
Em março de 2022, a Band Ceará estreiou o "Bora Ceará", com a apresentação de Nilson Fagata. Em 01 de agosto, dois dias antes de completar 3 anos no ar, o Bora São Paulo da capital foi extinto para a entrada do Show da Fé na grade de programação. 